# Santuario Suwa (Nagasaki)

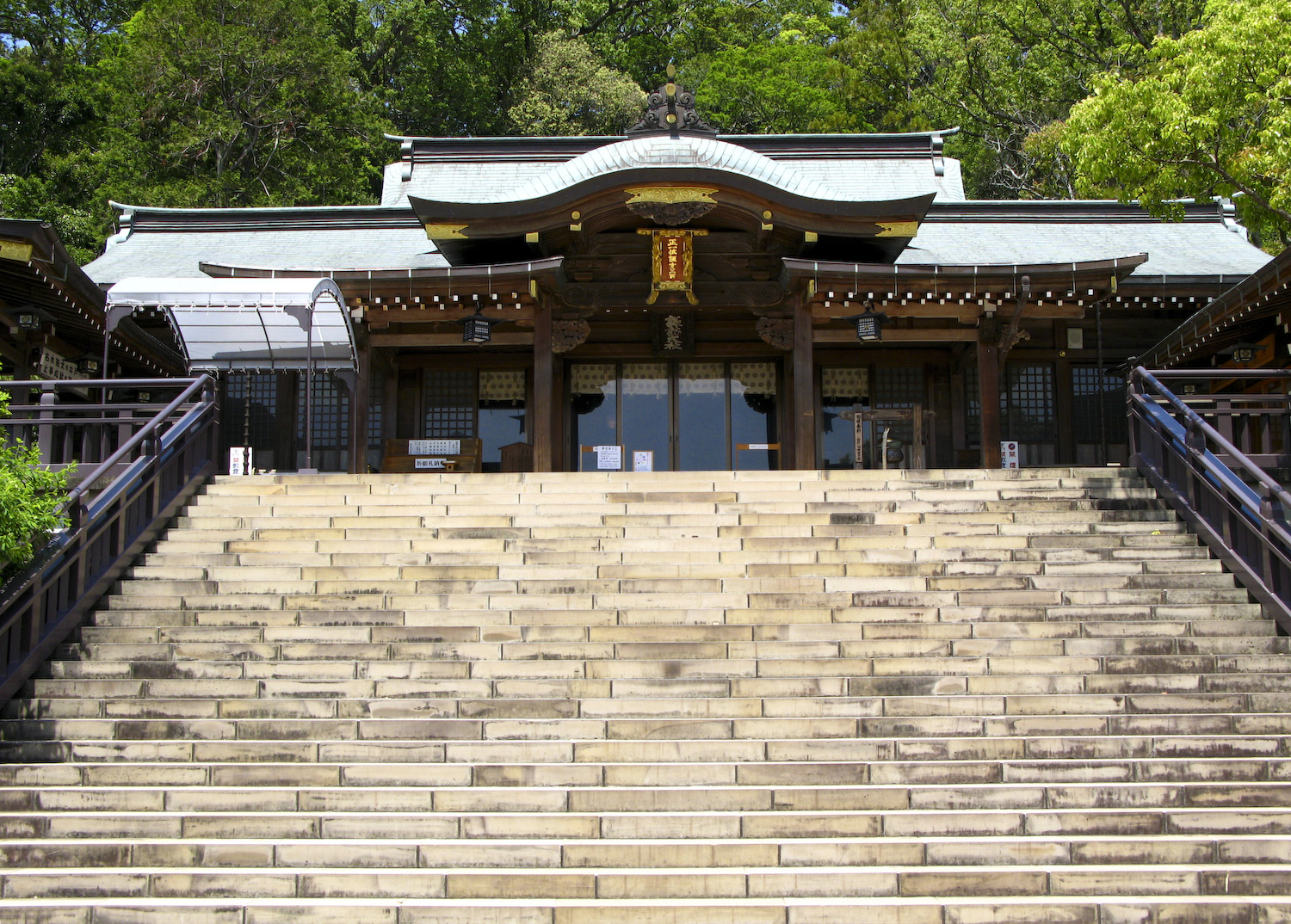
El complejo del santuario se encuentra en la parte superior de una larga escalera.

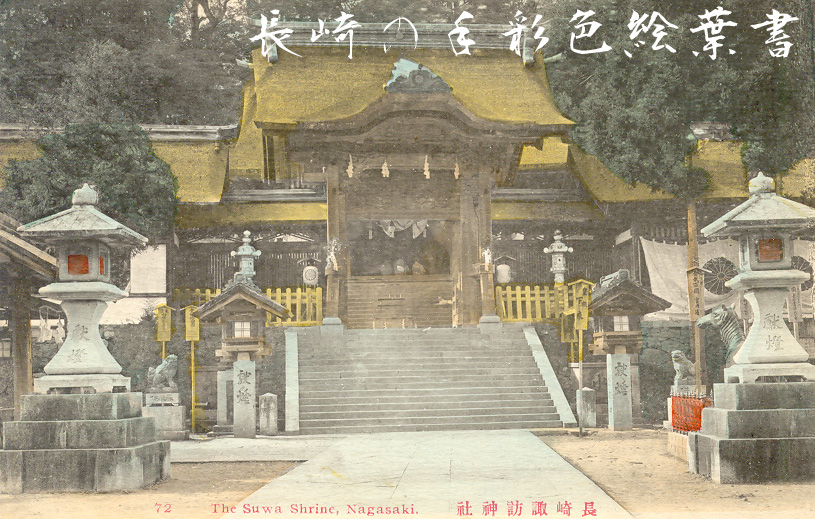
El santuario Suwa de Nagasaki, período Meiji.

El Santuario Suwa (諏訪神社 Suwa-jinja?) es el principal santuario sintoísta de Nagasaki, Japón, y el lugar donde se celebra el Nagasaki Kunchi (Kunchi(くんち) significa "festival"), originalmente se celebraba en el noveno mes lunar y actualmente se leva a cabo del 7 al 9 de octubre. Se encuentra ubicado en la parte norte de la ciudad, en las laderas del Monte Tamazono-san, y cuenta con una escalera de piedra que conduce desde la montaña a los diferentes edificios que componen el santuario.
El santuario Suwa se fundó para intentar detener y revertir la conversión al cristianismo que estaba teniendo lugar en Nagasaki. En los tiempos modernos sigue siendo un importante y exitoso centro de la comunidad.
Es uno de los muchos santuarios Suwa, los cuales están dedicados a Suwa-no-Kami, un kami de valor y deber, y están relacionados con Suwa Taisha, la capilla principal de la adoración a Suwa-no-Kami. Otros dos espíritus kami también están consagrados en el santuario Suwa, los tres que se celebran durante el Kunchi.

## Historia
La fecha oficial de la construcción del santuario Suwa es 1614, el mismo año que Tokugawa Ieyasu se declaró contra el cristianismo, a pesar de que era poco más que una pequeña estructura para marcar la posición del futuro santuario en esos tiempos. En ese momento, Nagasaki contaba con la mayor población cristiana en Japón, y se habían destruido muchos de los antiguos santuarios Shinto y templos budistas. Shogunato Tokugawa había tomado el poder y revirtió su política amistosa hacia el cristianismo. El gobierno había comenzado a forzar a los cristianos a reconvertirse a las religiones japonesas budista y sintoísta. Se pensaba que el establecimiento de un punto importante de culto sintoísta reforzaría este proceso, dando a la población local un punto central de adoración y un sentido de comunidad.
La estructura temporal era frecuentemente atacada por cristianos que se resistían a la conversión, hasta 1624 cuando Aoki Kensei llegó a Nagasaki. Su celo religioso y su habilidad en la organización, junto con la autoridad concedida por el líder del consejo Yoshida Shinto, llevaron a la conclusión de la estructura principal del Santuario Suwa en 1626. Con el fin de atraer la atención y fomentar la asistencia al nuevo santuario, se llevó a cabo un ritual dramático yutate-sai, donde un sacerdote demostró su comunión con los kami hundiendo sus manos en agua hirviendo.
En 1634, se emitió un edicto que hacía obligatorio que todas las personas inscribirse y afiliarse al santuario. Además de esto, en otro intento de aumentar aún más la participación local en eventos, se dio origen a la realización de un gran festival de otoño en el santuario. Ambos eventos fueron creados con la intención de sacar a la luz a los cristianos que quedaban, que no serían capaces de participar en el festival o registrarse en el santuario. Los que no siguieran esas órdenes serían arrestados, torturados y posiblemente ejecutados si no renunciaban a su fe cristiana.
Debido a que Nagasaki era el único lugar en Japón con un Dejima (puerto abierto), se consideró esencial para impresionar a los comerciantes de los Países Bajos y de China con la cultura japonesa. Además de la gran fiesta, a partir de 1638 las principales actuaciones del teatro Noh también se celebraron en el santuario Suwa, al mando directo del Shogun. Estas actuaciones se prolongaron hasta 1856, cuando un gran incendio en el santuario destruyó la mayor parte de las costosas máscaras y utilería Noh.
Desde 1871 hasta 1946, Suwa fue designado oficialmente uno de los Kokuhei Chusha (国幣中社?), lo que significa que se situó en el rango medio de la clasificación a nivel nacional de santuarios importantes.
El santuario Suwa sobrevivió al bombardeo atómico de Nagasaki del 9 de agosto de 1945, se cree que permaneció intacto debido a su ubicación estratégica en la parte central del flanco sur del Monte Tamazono-san. Nada más producirse el bombardeo, muchos residentes locales se apresuraron a destacar que la famosa Catedral Urakami y barrios católicos circundantes habían sido aniquilados, mientras que el santuario sintoísta seguía en pie.
En 1984, se procedió a una reconstrucción a gran escala para reparar y modernizar el santuario; se realizó, además, la instalación de ciertas comodidades como aire acondicionado y ventanas de cristal. Esta reconstrucción fue controvertida, ya que algunos consideraron que las comodidades no tenían cabida en un santuario tradicional.

## Festivales

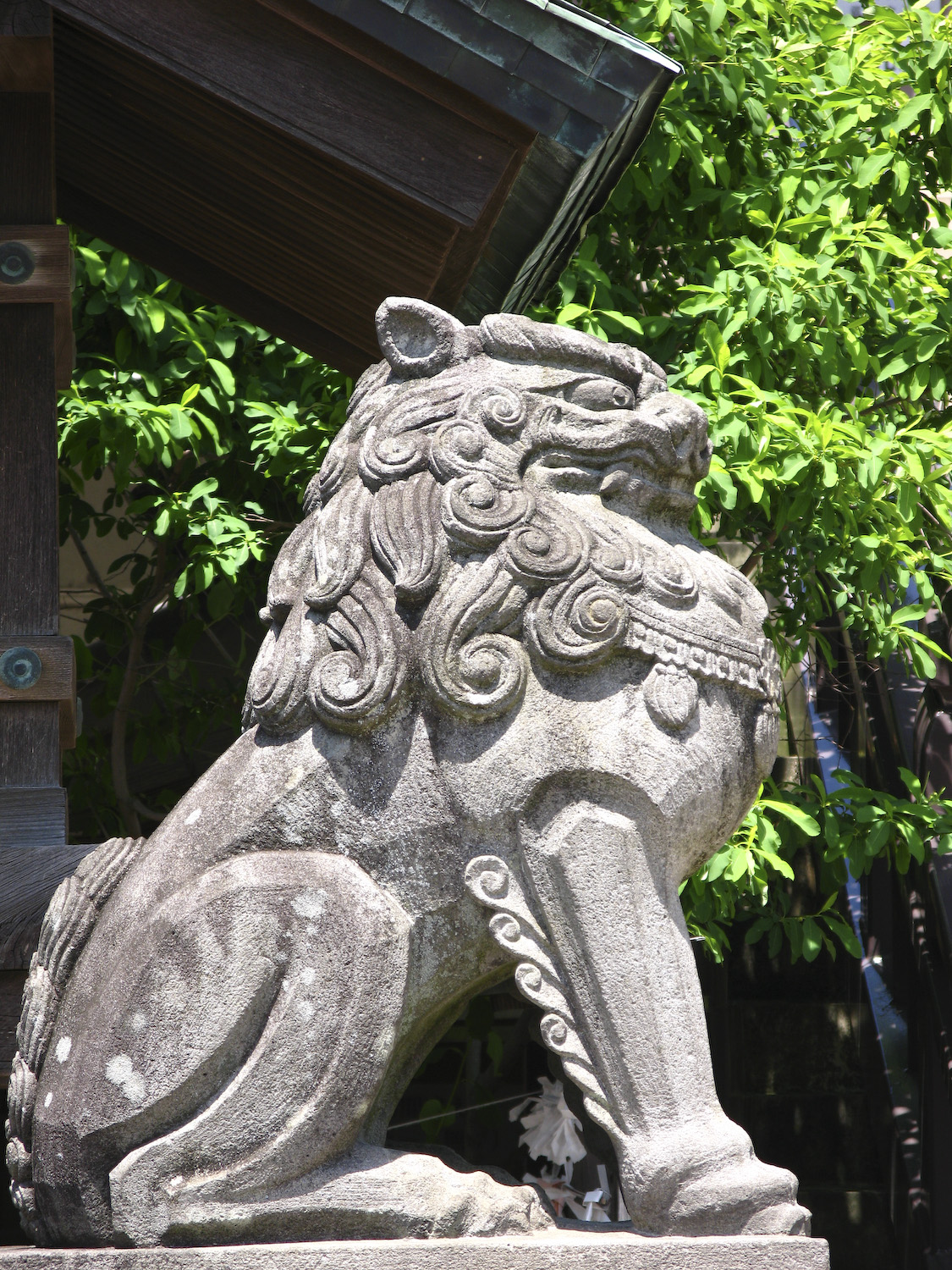
Un Koma-inu en el santuario Suwa.

Como la mayoría de los santuarios sintoístas, cada año miles de personas visitan el santuario Suwa para rezar por la paz y la prosperidad. El Santuario es también el principal destino en Nagasaki para eventos tales como Shichi-Go-San y la fiesta de mayoría de edad.
El santuario Suwa es también la sede de muchos festivales anuales. Estos festivales sirven al propósito común de honrar a los kami, lo que proporciona un sentido de comunidad para los amantes del santuario, y contribuye a una mayor exposición y recaudación de ingresos para el propio santuario. Algunos de estos festivales son típicos de todos los principales santuarios sintoístas en Japón, pero otros son exclusivos de Suwa.
- Servicio conmemorativo de la bomba atómica - Este festival es probablemente único en todo Japón, ya que combina elementos cristianos, budistas y de culto sintoísta para orar por las más de setenta mil personas muertas por la bomba atómica lanzada sobre Nagasaki. Tiene lugar cada año el 9 de agosto.

- Festival de las Muñecas - Al igual que todo Japón, el santuario Suwa observa el Hina Matsuri cada 3 de marzo. Sin embargo, desde la década de 1980 el festival organiza un evento que lo distingue del resto de celebraciones que se organizan en Japón ese día, puesto que se elige a mujeres de 20 años para que luzcan una colección de kimonos de la antigüedad pertenecientes al santuario y para que posen en una procesión el día de la muñeca. La competencia entre las mujeres jóvenes es feroz, y hay muchas más candidatas que puestos en el festival. Las dos mujeres más hermosas son elegidas para los papeles principales del emperador y de la emperatriz en la procesión. Esta tradición fue creada en gran parte como un evento mediático para promover y publicitar el santuario de Suwa, y se invita cada año a los medios de comunicación para que difundan el festival.[2]

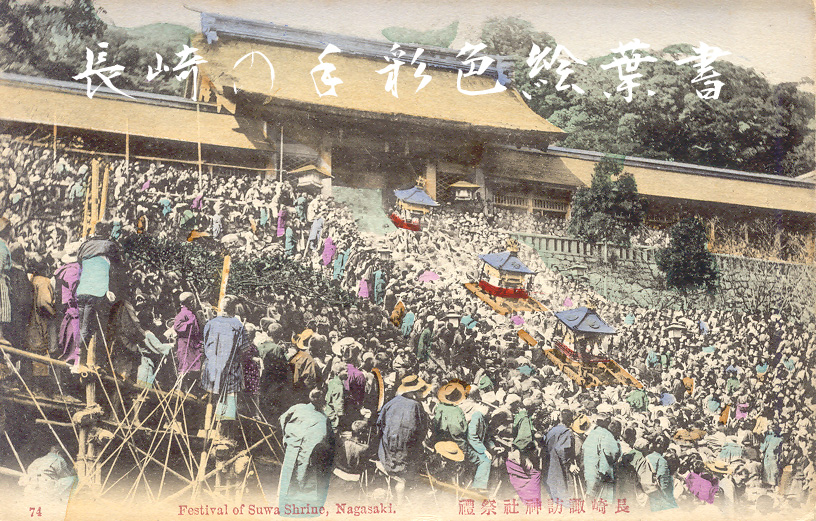
Festival del santuario Suwa, Nagasaki, durante el período Meiji.

- Kunchi - El más famoso de los festivales del santuario, se inició con la fundación de la capilla como una forma de demostrar su nueva importancia en la comunidad y como una forma para detectar a los cristianos ocultos. Kunchi se celebra del 7 al 9 de octubre de cada año y es considerado uno de los principales festivales de Japón, junto con el Gion Matsuri y el Tenjin Matsuri de Osaka. Se ha designado como Importante Bien Cultural Inmaterial.[2]

- Yutate-sai - Un ritual teatral, interpretado originalmente por un yamabushi, en el que un sacerdote demuestra su comunión con los kami hundiendo las manos en agua hirviendo y saliendo ileso de ello. Este ritual se realizó en la apertura del santuario Suwa, y continúa celebrándose hasta el día de hoy. Es muy poco frecuente en otros santuarios sintoístas.

## Otros aspectos de interés
La mayoría de los santuarios sintoístas venden Omikuji, un tipo de adivinación que viene en un trozo de papel y que muestra su suerte particular en ese momento.

## Estancia de los leones
Otra característica única del Santuario Suwa es la "estancia de los leones". Son dos leones guardianes tallados en piedra y la tradición popular sostiene que, si se quiere dejar de practicar un comportamiento, como por ejemplo dejar de fumar, uno debe atar un trozo de papel o una cadena alrededor sus patas delanteras y orar por su ayuda.

## Lecturas
- Nelson, John K. Historical monuments at Nagasaki Suwa shrine
- Gerstman, Bruce Suwa Shrine story

- Wikimedia Commons alberga una categoría multimedia sobre Santuario Suwa.

- Datos: Q84028
- Multimedia: Suwa-jinja, Nagasaki / Q84028